# 卓克索大學

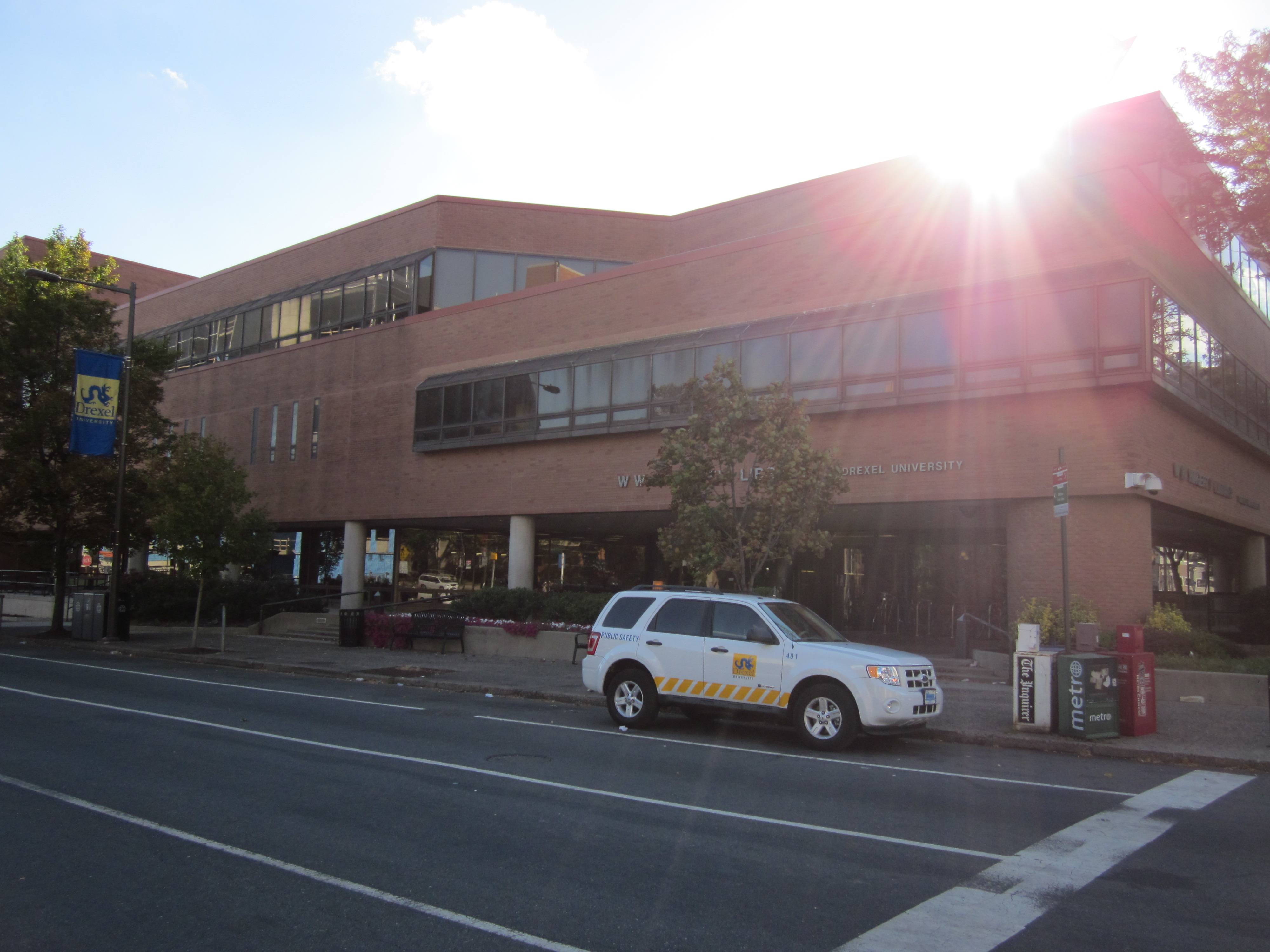
主校區圖書館

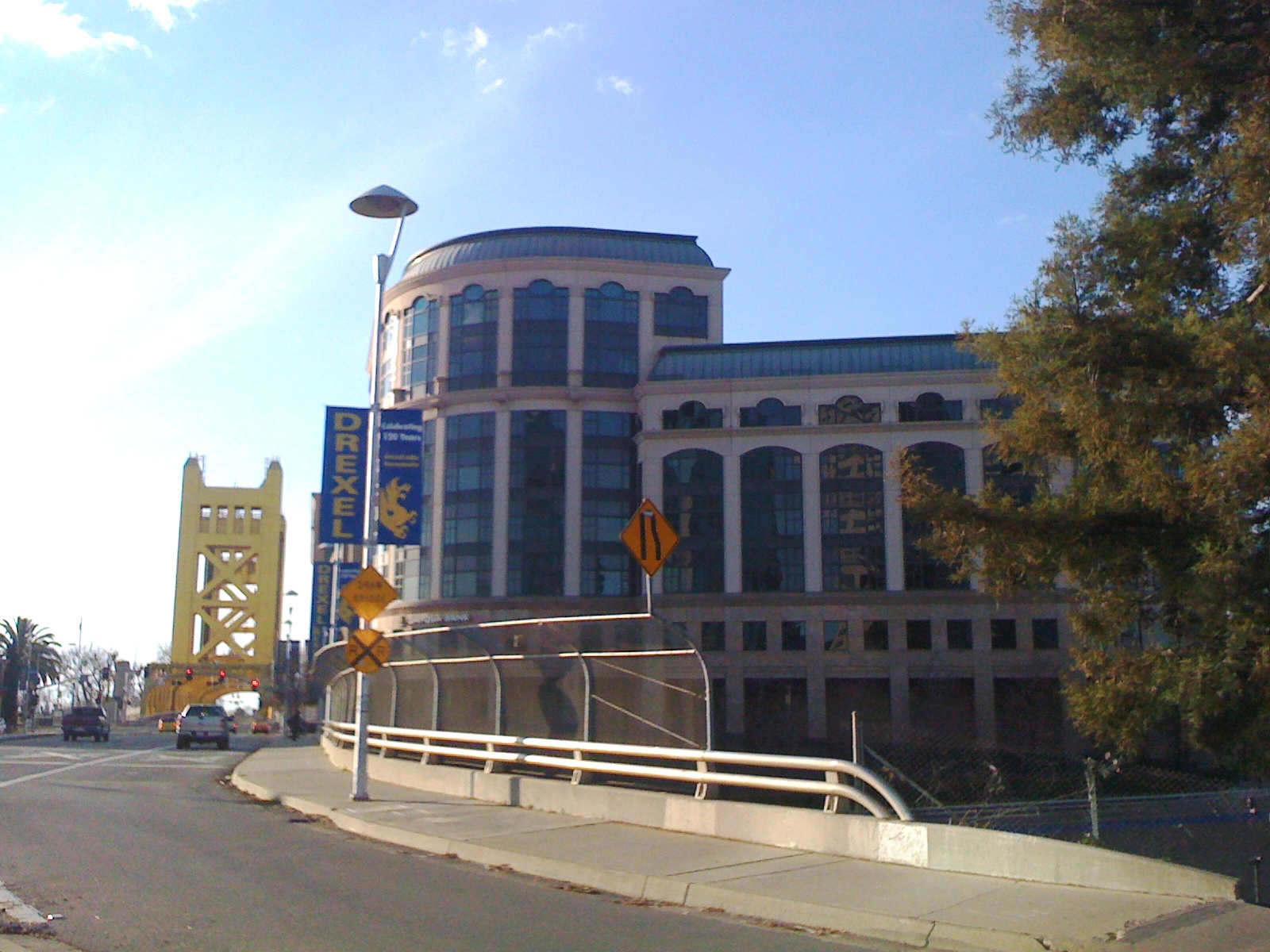
加州校區研究生大樓

德雷塞尔大学（Drexel University），是美国宾夕法尼亚州费城的一所私立研究型大学，由美国银行家安東尼·德雷塞尔在1891年創辦。
卓克索大學聞名於它的合作辦學項目（CO-OP）。在美國的Co-op排名中卓克索大學排名前列。 參與的學生有機會在畢業前獲得帶薪的18個月全職工作經驗。該大學有一個完備的合作網絡，包括在28個州和25個國家的1600多個企業，政府和非營利性組織的合作夥伴。 雇主包括排名前列的跨國律師事務所，銀行，企業，和許多“福布斯”500強公司，如高盛，微軟，寶潔。
卓克索大學提供有54种学士学位、41种硕士学位与18种博士学位，被《美国新闻与世界报导》评荐为全美最佳的国家级学术大学之一，在费城只有两所大学拥有，一个是宾夕法尼亚大学，另一所便是卓克索大學。
根据该份报导，卓克索大學的图书馆也名列全国前10；在特殊学科，全国运动级性别平等上更是名列第一，建教合作计划排名第二。Yahoo的因特网生活杂志针对全美所选出的前100大最有线的大学中，卓克索大學无线上网率名列第一，该校的进步程度可见一斑。为了因应快速变迁的环境，LeBow企业管理学院，也提供一年全职的MBA课程供在职的人士选择，在同样的高质量要求下，快速取得在学术上的背景。

## 歷史
卓克索大學創立於1891年，起初由費城起家的金融家與慈善家安東尼·德雷塞尔以德雷塞尔工藝科學及工業學會為名成立，旨在提供工藝及科學的教育機會。1936年德雷塞尔學會改名為德雷塞尔科技學會，並在1970年取得大學認可，成為卓克索大學。儘管經歷一世紀的變遷，卓克索大學始終以提供職前高等教育，並引導學生踏入職場的教育機構著稱。
卓克索大學的理念著重於進入職場的準備。建教合作計畫在1919年首度引進，此計畫最終成為該校獨特的教育成果。參與計畫的學生在學校上課與企業實習間交替進行；除了在學校上課外，每隔一段時間可以投入與課業有關或是符合學生志向的全職工作。
從1995年到2009年，卓克索大學的校長Dr. Constantine Papadakis帶領學校邁向一個顯著的改變。在他的任內，卓克索大學經歷創校以來最大規模的擴張，該校的每年捐款增加了471%，成為$ 540,000,000。註冊率也提升了102%，增加為每年18,466人。該校在全美綜合排名也持續提升。在2002年的擴張期間，卓克索大學收購了赫寧曼醫學大學，並整合為卓克索大學醫藥學院。2006年的秋季，卓克索大學成立法學院，並在2011年獲得美國律師協會認可。
2009年4月，Dr. Constantine Papadakis因肺炎去世，校長一職由前賓夕法尼亞大學副校長Mr. John Anderson Fry繼任。
2011年7月，卓克索大學收購費城的自然科學博物館，提供該校在自然科學及環境科學領域更多的資源。

## 學院
卓克索大學共由14個學院或專業機構組成
| 多媒體與設計學院       | 商學院       |
| 科學工藝學院           | 工學院       |
| 資訊科技學院           | 藥學院       |
| 護理和健康專業學院     | 榮譽學院     |
| 成人教育部             | 法學院       |
| 教育學院               | 公共衛生學院 |
| 生物工程與健康科學學院 |              |

## 排名
2010年，卓克索大學在泰晤士高等教育世界大學排名的世界大學排名中排名第190，並為北美第76名。
卓克索大學近年來排名快速提升。2013年在美國世界新聞報中排名全美第97名，並在該報的「2012年攀升最快學校」排名中排行第三。

## 公交
德雷塞尔大学拥有便捷的公共交通，高密度发车的有轨电车10、11、13、34、36路均经过校园，可在36th St Trolley Portal Station（10路不停靠）和33rd Street Station搭乘，到13th Station（City Hall旁）仅需十分钟。费城地铁蓝线从校园内穿过，可在40th St、34th St或30th St Station搭乘，到市中心11街地铁站（距唐人街200米）只需五分钟。校园紧挨费城30街火车站，可搭乘费城郊区及机场的市郊铁路（Regional Rail）与美铁（Amtrak）城际列车，以及高铁Acela Express前往纽约，巴尔的摩，华盛顿等城市。从30街火车站搭乘费城市郊铁路机场线（Airport Line）到费城国际机场只需20分钟。另外30街火车站还有新泽西捷运（NJ Transit）开行的Atlantic City Line列车，开往大西洋城。

## 外部連結
- 官方网站
- Official Athletics website （页面存档备份，存于）
- . . 1905.